# ليمور قزم مشعر الأذنين
الليمور القزم مُشعر الأذنين (Allocebus trichotis), أو الليمور الفأري مُشعر الأذنين, هو ليمور ليلي يستوطن في مدغشقر. كذلك هو العضو الوحيد في جنس Allocebus. هذا النوع حاليًا مهدد بالانقراض وتقدر تجمعاته بحوالي 100-1000 حيوان، جميعهم يعيشون في مكان واحد في الجزء الشمالي الشرقي من البلاد.